# Nyctemera vollenhovii
Nyctemera vollenhovii är en fjärilsart som beskrevs av Pieter Cornelius Tobias Snellen 1890. Nyctemera vollenhovii ingår i släktet Nyctemera och familjen björnspinnare. Inga underarter finns listade i Catalogue of Life.